# Коэн, Шерм
Пол Шерман «Шерм» Коэн (англ. Paul Sherman «Sherm» Cohen) — американский аниматор, режиссёр и сценарист. Более известен по работе над мультсериалами «Губка Боб Квадратные Штаны», «Финес и Ферб», «Эй, Арнольд!» и «Сорвиголова Кик Бутовски».

## Биография и карьера
Пол Шерман Коэн родился 19 января 1965 года в Лос-Анджелесе. Окончил Школу карикатурного и графического искусства им. Джо Кубера.
Во время учебы в училище Коэн работал карикатуристом в местной газете. Он начал свою карьеру на Nickelodeon в 1994 году, работая над «Шоу Рена и Стимпи» и «Эй, Арнольд!». Также Шерм был сценаристом и иллюстратором для журнала «Nickelodeon Magazine» с 1996 по 2009 год. За этот период он внёс свой вклад в десятки комиксов и обложек с изображением персонажей канала.
В начале 1998 года Стивен Хилленберг пригласил Коэна войти в состав оригинальной съёмочной группы мультсериала «Губка Боб Квадратные Штаны». В первом сезоне Коэн проработал в качестве сценариста и художника раскадровки, а после во втором сезоне был повышен до главного раскадровщика. Однако после четвёртого сезона он покинул проект, сосредоточившись на написании и иллюстрации своей первой книги «Cartooning: Character Design». Шерм описал своё время на Губке Бобе: «Люди часто спрашивают о том, каково было работать над Губкой Бобом, и трудно дать ответ, который действительно захватывает момент».
Позже Коэн также начал преподавать уроки раскадровки в Академии развлекательного искусства в Пасадине, штат Калифорния. Некоторые из этих материалов были изданы на учебном DVD-диске. Проработав год в Cartoon Network, Коэн ушёл работать в Disney Television Animation над мультсериалом «Финес и Ферб», попутно вернувшись в Nickelodeon для работы над первым сезоном «Могучей Би». Позже Коэн работал над мультсериалом «Сорвиголова Кик Бутовски» в качестве режиссёра, сценариста и главного раскадровщика. В 2011 году Шерм получил номинацию на Дневную премию «Эмми» за «Выдающуюся режиссуру в анимационной программе».
В течение 2013-2014 годов Коэн работал над фильмом «Губка Боб в 3D» в качестве руководителя последовательности, а после в январе 2015 года вернулся к работе над мультсериалом уже в роли главного режиссёра.

## Фильмография

### Телевидение
| Годы                          | Название                            | Примечания |
| ----------------------------- | ----------------------------------- | --- |
| 1994-1995                     | Шоу Рена и Стимпи                   | Главный раскадровщик Дизайнер персонажей Проп-дизайнер |
| 1996-1999                     | Эй, Арнольд!                        | Режиссёр Сценарист Режиссёр по раскадровке Художник раскадровки Ассистент раскадровщика                                                                             |
| 1996                          | Кряк-Бряк                           | Художник раскадровки Ассистент режиссёра |
| 1998-2000                     | Histeria!                           | Художник раскадровки |
| 1999-2006; 2015 — наст. время | Губка Боб Квадратные Штаны          | Сценарист (1999—2000) Режиссёр по раскадровке (1999—2000) Автор песен (1999—2000) Главный раскадровщик (1999—2006; 2015—2016) Главный режиссёр (2016 — наст. время) |
| 2002-2004                     | Волшебные покровители               | Ассистент раскадровщика |
| 2005-2006                     | Мой друг — обезьяна                 | Художник раскадровки |
| 2007-2012                     | Финес и Ферб                        | Сценарист Художник раскадровки |
| 2008-2009                     | Могучая Би                          | Художник раскадровки |
| 2010                          | Сорвиголова Кик Бутовски            | Режиссёр Редактор сценариев Главный раскадровщик Художник раскадровки                                                                                               |
| 2010-2013                     | Рыбология                           | Сценарист Главный раскадровщик Художник раскадровки |
| 2021 — наст. время            | Лагерь «Коралл»: Детство Губки Боба | Главный режиссёр |
| 2021 — наст. время            | Шоу Патрика Стара                   | Главный режиссёр |

### Фильмы
| Годы | Название                   | Примечания                               |
| ---- | -------------------------- | ---------------------------------------- |
| 2004 | Губка Боб Квадратные Штаны | Художник раскадровки Дизайнер персонажей |
| 2015 | Губка Боб в 3D             | Руководитель последовательности          |